# Турсунзадевский район
Турсунзадевский район (тадж. Ноҳияи Турсунзода) — район республиканского подчинения в Таджикистане.
Образован 19 января 1935 года. До 6 декабря 1979 года назывался Регарским районом. Переименован в честь Мирзо Турсунзаде.
Районный центр — город Турсунзаде, расположенный в 60 км западнее города Душанбе. Территория района составляет 1175,4 км2.

## География
Турсунзадевский район расположен в Гиссарской долине. На севере и востоке граничит с Шахринавским районом, на юге и западе — с Сурхандаринской областью Узбекистана.

## Население
Население по оценке на 1 января 2016 года составляет 229 100 человек (100% — сельское).
| Численность населения | Численность населения | Численность населения | Численность населения | Численность населения | Численность населения | Численность населения | Численность населения |
| 1939                  | 2003                  | 2004                  | 2005                  | 2006                  | 2007                  | 2008                  | 2009                  |
| --------------------- | --------------------- | --------------------- | --------------------- | --------------------- | --------------------- | --------------------- | --------------------- |
| 20 900                | ↗170 500              | ↗174 400              | ↗177 900              | ↗181 600              | ↗186 200              | ↗189 900              | ↗194 400              |
| 2019                  | 2020                  | 2021                  | 2022                  |                       |                       |                       |                       |
| ↗292 600              | ↗298 800              | ↗314 300              | ↗320200               |                       |                       |                       |                       |

## Административное деление
В состав Турсунзадевского района входят город Турсунзаде и 9 сельских общин (тадж. ҷамоат):
| Административное деление Турсунзадевского района |           |
| Сельская община                                  | Население |
| Турсунзода, город                                | 52400     |
| Регар                                            | 19080     |
| Каратог                                          | 37948     |
| 10-летия Независимости                           | 29492     |
| Навобод                                          | 36979     |
| Пахтаобод                                        | 9690      |
| Турсун Туйчиев                                   | 23911     |
| Работ                                            | 13053     |
| Сешанбе                                          | 15197     |
| Джура Рахмонов                                   | 33405     |

Главой Турсунзадевского района является Председатель Хукумата, который назначается Президентом Республики Таджикистан. Главой Правительства Турсунзадевского района является Председатель Хукумата. Законодательный орган Турсунзадевского района — Маджлис народных депутатов, который избирается всенародно на 5 лет.

## Археология
В Гиссарской долине в 400 м к востоку от кишлака им. М. Горького исследуется могильник Кумсай ранней бронзы (ок. 4290 л. н.), обнаруженный при строительстве одного из участков мелиоративного канала Ямчи. Материальная культура могильника имеет ярко выраженный смешанный характер — часть находок относится к андроновской (федоровской) традиции, другая — к земледельческой сапаллинской культуре на молалинском этапе её развития.